# Raión de Mukáchevo
El raión de Mukáchevo (en ucraniano: Мукачівський район) es un raión o distrito de Ucrania en el óblast de Zakarpatia. La capital es la ciudad de Mukáchevo.
Comprende una superficie de 2056,5 km².

## Demografía
Según estimación 2010, contaba con una población total de 101.443 habitantes.

## Otros datos
El código KOATUU fue 2122700000. El código postal 89620 y el prefijo telefónico +380 3131.